# محمدخان ضرغامی
محمدخان ضرغامی چهره سیاسی دوره پهلوی و کلانتر ایل باصری بود. او طبق سنت‌های عشایری پس از مرگ پدرش پرویز خان، ریاست ایل را عهده‌دار شد.
محمد خان در اعتراض به سیاست‌های دولت پهلوی در جریان شورش عشایری ۱۳۴۶-۱۳۴۱ فارس به زندان رفت و سپس برای مدتی به تهران تبعید شد. وی سرانجام در ۱۰ دی ۱۳۵۹ توسط سپاه پاسداران ارسنجان کشته شد.
دوران حاکمیت ایلی محمد خان ضرغامی «دوران طلایی ایل باصری» عنوان شده است. محمد خان ضرغامی در ایجاد مدارس و مراکز آموزشی مناطق کمین و مرغاب، همچنین خرید کتاب برای مدارس روستایی و عشایری، همراهی با مدیر کل تعلیمات عشایری ایران محمد بهمن‌بیگی و جذب معلم و رسیدگی به امور فرهنگ محل سکونت خود به عنوان «خان بافرهنگ» مطرح گردیده است و کتاب زندگی‌نامه او به همین نام منتشر شده است.

## زندگی‌نامه

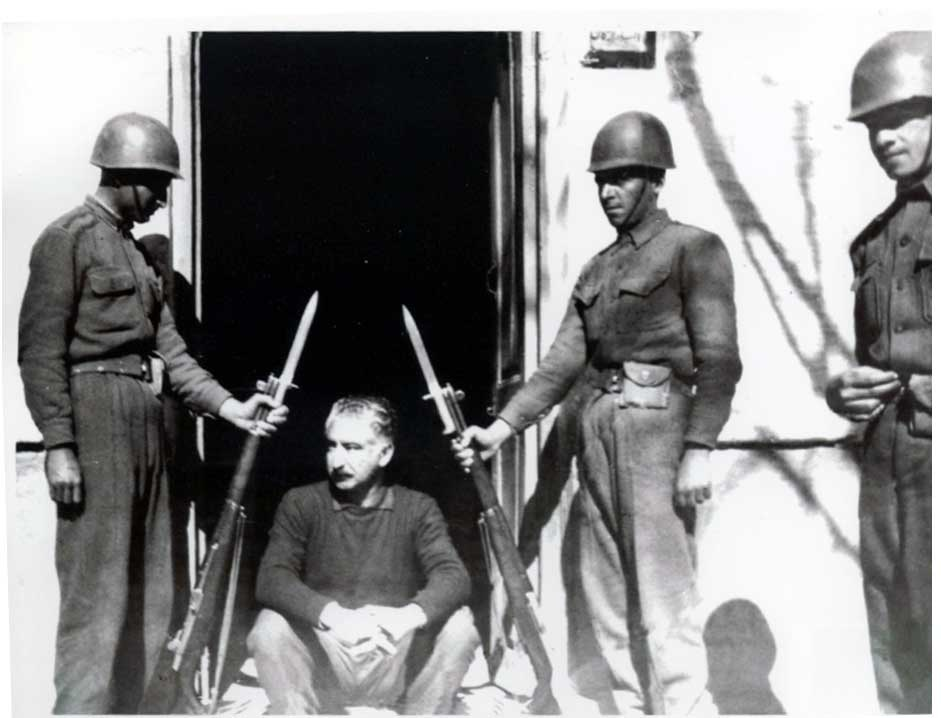
محمدخان ضرغامی در زندان قصر در سال ۱۳۴۲

محمد خان متولد دوم اسفند ماه سال ۱۳۰۲ شمسی بود. دوره جوانی‌اش با فضای دمکراتیک دهه ۳۰–۱۳۲۰ توأم شد. همسر او آغا بی‌بی شیبانی دختر خانباز خان شیبانی کلانتر ایل عرب بود و آن‌ها دارای ۶ فرزند بود. کلانتر ایل باصری همچنین دارای املاک بسیار زیادی در فارس بود. محمد خان ضرغامی در قصردشت سعادت‌شهر قشون مسلح داشت که همه آنان باصری بودند و فردی با نفوذی در منطقه بود، به نحوی که ایلات محل برای حل اختلافهای خود به او مراجعه می‌کردند و نه به مقامات دولتی محلی. در زمان اصلاحات ارضی شاه، به علت مخالفت با سیاست دولت، به زندان رفت و سپس تبعید شد. در دوره زمامداری او بر ایل باصری طایفه ایلخاص به ایل بازگشت و حکومت بر گروه‌های کوچک و پراکنده ایل عرب و بقایای ترک‌های نفر به کلانتر باصری تفویض شد.
حوادث اجتماعی، حرکت‌های عدالت طلبی و آزادی‌خواهی خصوصاً جنبش ملی شدن صنعت نفت، او را، علی‌رغم آنکه خان و رئیس ایل بود، در کنار زحمتکشان و آزادی خواهان قرار داد، تا جایی که در دهه سی – چهل، داوطلبانه بخش‌هایی از بهترین زمین‌های کشاورزی خود را (در اطراف شهر سعادت‌شهر وجیسقان کمین و قصردشت کمین) بین دهقانان خود تقسیم کرد. در همین سال‌ها با امکانات مالی خود بانی ساختن بهداری و چند مدرسه برای اهالی شد.
محمدخان ضرغامی یک هفته پس از قتل ملک عابدی در اوایل شورش عشایری ۱۳۴۶-۱۳۴۱ فارس در شیراز دستگیر شد. روزنامه کیهان در تاریخ ۲۸ آبان ماه در صفحه اول و با تیتر بزرگ خبر داد «رئیس ایل خمسه باصری بازداشت شد… ضرغامی باتفاق یک نفر که مجهز به تفنگ بودند دستگیر شدند.» روزنامه اطلاعات نیز در صفحه اول همان روز نوشت: «محمد ضرغامی یکی از مالکین بزرگ شیراز نیمه‌شب دیشب با دو قبضه اسلحه دستگیر شد.» کمی بعدتر اعلام شد دستگیری محمد خان ضرغامی به دلیل رعایت نکردن مقررات حکومت نظامی شیراز بوده و ارتباطی با قتل ملک عابدی نداشته است. محاکمه او به زودی برگزار شد و به دلیل «حمل اسلحه در ساعات ممنوعه فرمانداری نظامی» به ۳ سال زندان محکوم شد که در دادگاه تجدید نظر نظامی به ۶ ماه حبس تأدیبی کاهش یافت.
در ادامه شورش در سال ۱۳۴۳ بهمن قشقایی خواهر زاده ناصرخان و خسرو خان قشقایی همراه با تعدادی از جوانان ایل قشقایی به خاطر بی عدالتی و اختناق و به خونخواهی اجداد خود که توسط پدر و پسر پهلوی‌ها اعدام یا در زندان‌ها جان باخته بودند، در کوه‌های استان فارس دست به مبارزه مسلحانه با رژیم محمدرضا شاه زدند.
حکومت شاه برای سرکوب یا دستگیری آن‌ها به حیله‌ای متوسل شد که دو هدف داشت، یکی جلوگیری و گسترش حرکت این جوانان و دیگری بدنام کردن محمد خان ضرغامی. بر همین اساس اسدالله علم با محمد خان ملاقات کرد و از او خواست تا از اعتبار خود استفاده کند و مانع از ادامه کشت و کشتار هر دو طرف درگیری شود. علم قول داد که اگر بهمن قشقایی اسلحه را زمین بگذارد شاه به او امان نامه خواهد داد و او را خواهد بخشید. محمدخان ضرغامی با حسن نیت شرطی را گذاشت و آن این بود که شخص شاه سوگند نامه‌ای مکتوب را تهیه و زیر آن را امضا کند. بعد از مدتی سوگند نامه با مهر و امضای شاه توسط اسداله علم به محمد خان ضرغامی تحویل داده شد. محمد خان با در دست داشتن سوگند نامه شاه با بهمن قشقایی ملاقات کرد. در پس این دیدار بود که او خود را تسلیم کرد. پس از چند روز ارتش شاه برای بهمن قشقایی دادگاه صحرایی تشکیل داد و با وجود سوگند نامه شاه و قول امیر اسداله علم، او را به جوخه اعدام سپرد.
محمد خان ضرغامی متأثر از تیر باران بهمن و عهد شکنی شاه و علم نامه‌ای تند خطاب به شاه نوشت و او را فاقد هر گونه عرق ملی و انسانی قلمداد کرد. پس از چند روز محمد خان را در بیداد گاه نظامی شیراز به جرم «قیام مسلحانه علیه حکومت سلطنتی» به پانزده سال زندان محکوم و راهی زندان کردند. در سال ۱۳۵۴ خان را به زندان تهران تبعید کردند و پیوند زندانی‌ها را در کل و به‌ویژه زندانیان سیاسی را با او قطع کردند.

## مرگ
صبح روز ۱۰ دی ماه ۱۳۵۹ زمانی که آقای ضرغامی باصری که به همراه کارگرش راهی مزرعه‌اش در قصردشت کمین بود، به ضرب گلوله سپاه پاسداران ارسنجان که محل را محاصره کرده بودند، به قتل رسید. محمدخان ۱۱ گلوله خورده بود و گلوله‌ای به صورت کارگر او اصابت کرده بود. به گفته فرزندش، پس از ترور وی، پاسداران به خانه مقتول وارد شدند و تمام اموال و حتی مدارک و شناسنامه‌های موجود را با خود بردند و درهای خانه را مهر و موم کردند. آنها دو تن از اعضای خانواده را که به محل واقعه رجوع کرده بودند دستگیر کردند و به ارسنجان بردند. آنها از ایشان تعهد گرفتند که به قصردشت کمین بازنگردند.